# Мандлајн (Илиноис)
Мандлајн (енгл. Mundelein) град је у америчкој савезној држави Илиноис.

## Демографија
По попису из 2010. године број становника је 31.064, што је 129 (0,4%) становника више него 2000. године.
| Група             | 2000.          | 2010.          |
| Белци             | 20.566 (66,5%) | 18.123 (58,3%) |
| Афроамериканци    | 494 (1,6%)     | 471 (1,5%)     |
| Азијати           | 2.041 (6,6%)   | 2.724 (8,8%)   |
| Хиспаноамериканци | 7.487 (24,2%)  | 9.344 (30,1%)  |
| Укупно            | 30.935         | 31.064         |